# Mito della nobile menzogna
Il mito della nobile menzogna è presente nel III libro della Repubblica di Platone e rientra nel progetto paideutico dell'autore riguardante la kallipolis, la "la città bella" immaginata da Socrate nel dialogo. 

## La menzogna artefice dello Stato ideale
Il mito della nobile menzogna (in greco γενναῖον ψεῦδος) si differenzia dagli altri perché il narratore (Socrate) pone come esplicita premessa che esso è falso, tant'è vero che, al termine dell'esposizione della menzogna, il suo interlocutore, Glaucone non può che dichiarare:
(Platone, La Repubblica, III 414D)
Ma se Socrate - che il suo allievo Platone ci ha sempre descritto come un campione della verità - mente dichiaratamente, c'è un motivo: nell'ottica dello Stato ideale, bisogna abituare i cittadini dello stesso a coltivare il legame di fratellanza e renderli più sensibili alla stretta connessione che sussiste tra loro e la patria. Non solo, è necessario che gli abitanti accettino la gerarchia dello Stato considerandola legittima non in quanto frutto acritico della tradizione, bensì in quanto direttamente legata alla natura.
È dunque questo il motivo per cui Socrate elabora una vera e propria bugia: rafforzare la coesione statale:
(Platone, La Repubblica III 415D)

## La terra patria degli uomini
Il mito-menzogna narrato da Socrate prende le mosse dall'origine degli uomini. Essi hanno solo sognato – argomenta Socrate – di essere allevati ed educati da noi. In verità essi si trovavano nelle viscere della terra, la loro madre, dove furono creati insieme alle loro armi e al loro equipaggiamento. Quando poi furono pronti – continua il filosofo – la terra li portò alla luce e da quel momento il compito degli uomini è difendere la terra, loro vera patria, e di preoccuparsi dei concittadini, che sono come fratelli.
Tuttavia, la gerarchia dello Stato non è immutabile, visto che 
(Platone, La Repubblica, III 415A - 415C)